# 横泾街道
横泾街道，是中华人民共和国江苏省苏州市吴中区下辖的一个乡镇级行政单位。
毗邻越溪街道、木渎镇等。

## 行政区划
横泾街道下辖以下地区：
泾苑社区、尧南社区、上巷社区、泾峰社区、新路村、新齐村、新湖村、上林村和长远村。